# Сампайо Фильо, Пауло Энрике
Пауло Энрике Сампайо Фильо (порт.-браз. Paulo Henrique Sampaio Filho; род. 15 июля 2000, Рио-де-Жанейро), более известный как Паулиньо (порт.-браз. Paulinho; бразильский португальский: [pawˈlĩɲu]) — бразильский футболист, нападающий клуба «Атлетико Минейро». Чемпион Олимпийских игр 2020 года в Токио.

## Карьера
Паулиньо — воспитанник клуба «Васко да Гама». 13 июля 2017 года в матче против «Витории» он дебютировал в бразильской Серии А, выйдя на поле на замену на 90-й минуте вместо Яго Пикашу. Одиннадцать дней спустя он впервые вышел в стартовом составе и забил в выездной игре против «Атлетико Минейро», став самым молодым игроком, когда-либо забивавшем в бразильской Серии А, а также первым игроком 2000-х годов. 3 декабря 2017 года Паулинью открыл счёт в домашней игре против «Понте-Прета» в последнем туре чемпионата 2017, чем помог «Васко да Гаме» пробиться в Кубок Либертадорес.
27 апреля 2018 года стало известно, что Паулиньо из «Васко да Гама» переходит в леверкузенский «Байер». Контракт, который рассчитан лета 2023 года, вступает в силу 15 июля 2018 года.